# Pallegney
Pallegney – miejscowość i gmina we Francji, w regionie Grand Est, w departamencie Wogezy.
Według danych na rok 1990 gminę zamieszkiwało 171 osób, a gęstość zaludnienia wynosiła 29 osób/km² (wśród 2335 gmin Lotaryngii Pallegney plasuje się na 874. miejscu pod względem liczby ludności, natomiast pod względem powierzchni na miejscu 930.).